# Balèria
Balèria (segle iii - Manacor, segle iv) és considerada pel Bisbat de Mallorca una de les primeres cristianes de l'illa de les quals es té notícia. Fou enterrada a la basílica paleocristiana de Son Peretó (Manacor) juntament amb un infant, motiu pel qual se suposa que va participar de la comunitat cristiana vinculada a aquesta parròquia.

## Basílica on fou enterrada

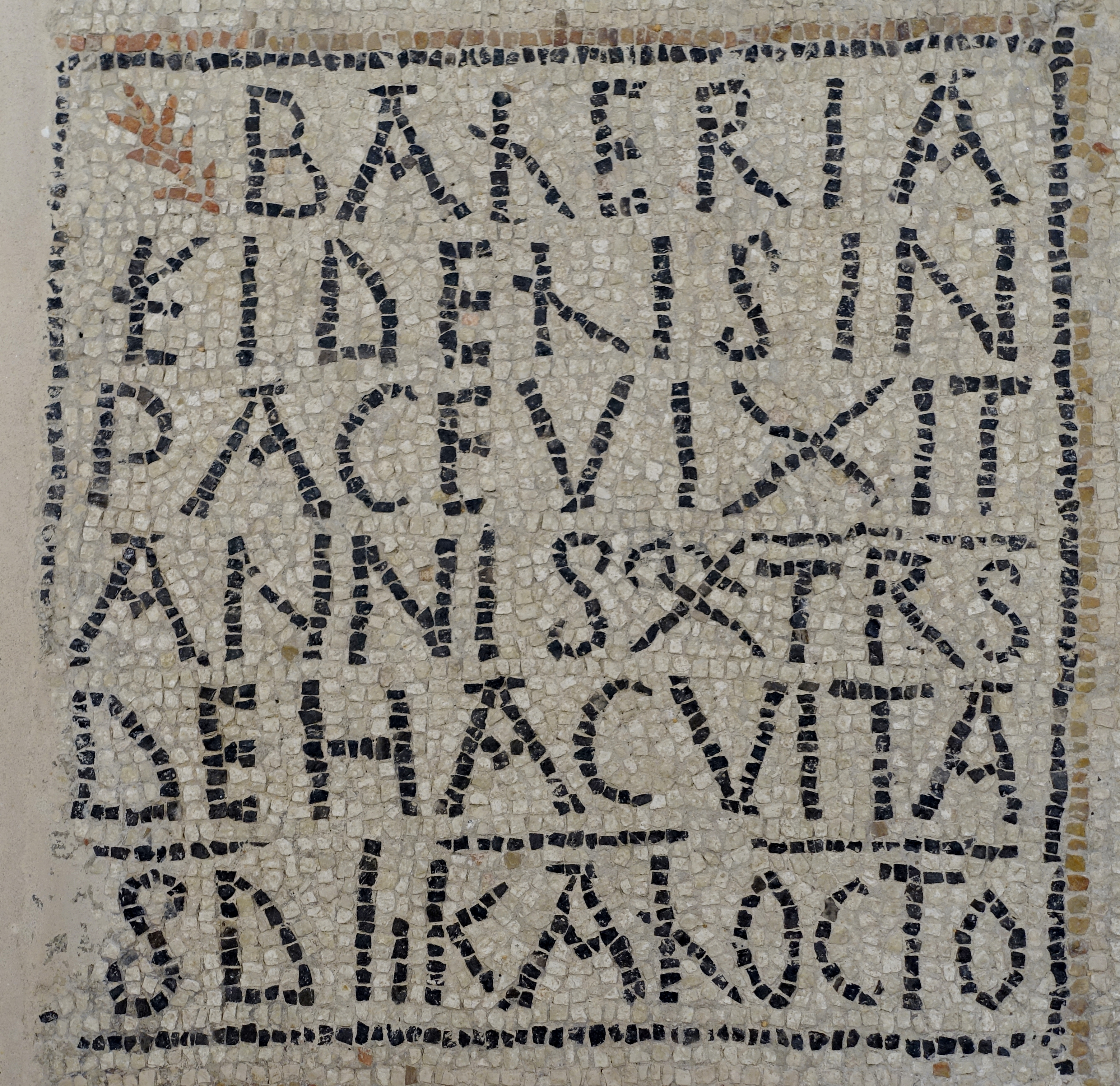
Inscripció

La basílica fou descoberta el 1912 per mossèn Josep Aguiló Pinya, qui adquirí els terrenys i hi realitzà excavacions. Es tracta d'una estructura de planta rectangular, amb tres naus separades per una filera de columnes. De la nau central es recuperà un primitiu altar de pedra. El trespol del centre és cobert per una sèrie de mosaics amb motius vegetals i geomètrics, amb representacions d'aus, sanefes, faixes i cercles enllaçats. Entre ells sobresurt la làpida sepulcral dedicada a la jove Balèria, que incorpora motius de simbologia cristiana (aus, cràteres) i que actualment pot veure's al Museu Arqueològic Municipal de Manacor. A la làpida pot llegir-se: «Baleria fidelis in pace vixit annis XXVI. Trasivit de hac vita sub die II kalendas octobris» (Balèria visqué en pau 26 anys. Passà d'aquesta vida dia segon abans de les calendes).
L'estructura arquitectònica del temple sembla influïda pels cànons siriopalestinencs i nordafricans de la segona meitat del segle v, signe dels contactes culturals que s'establiren entre l'illa i el continent africà. Però els mosaics s'incorporaren més tard, entorn del segle vi, segons es desprèn de les afinitats itàliques i nordafricanes i també dels repertoris iconogràfics de les sinagogues orientals. Aquest darrer aspecte també assenyala la importància del component jueu en l'art cristià primerenc Potser aquest fou l'origen de Balèria.